# 京山市
京山市（きょうざん-し）は中華人民共和国湖北省荊門市に位置する県級市。

## 行政区画
- 街道:新市街道、永興街道、温泉街道
- 鎮:曹武鎮、羅店鎮、宋河鎮、坪壩鎮、三陽鎮、緑林鎮、楊集鎮、孫橋鎮、石竜鎮、永漋鎮、雁門口鎮、銭場鎮